# Tanysiptera
Genre
Tanysiptera est un genre d'oiseaux de la famille des martins-pêcheurs. Il comprend 8 espèces de martins-chasseurs vivant toutes en Nouvelle-Guinée et sur les îles avoisinantes. Deux d'entre elles sont aussi présentes aux Moluques et au Queensland.

## Liste d'espèces
D'après la classification de référence (version 5.1, 2015) du Congrès ornithologique international (ordre phylogénique) :
- Tanysiptera galatea – Martin-chasseur à longs brins
- Tanysiptera ellioti – Martin-chasseur de Kofiau
- Tanysiptera riedelii – Martin-chasseur de Biak
- Tanysiptera carolinae – Martin-chasseur de Caroline
- Tanysiptera hydrocharis – Martin-chasseur menu
- Tanysiptera sylvia – Martin-chasseur sylvain
- Tanysiptera nigriceps – Martin-chasseur à tête noire
- Tanysiptera nympha – Martin-chasseur nymphe
- Tanysiptera danae – Martin-chasseur rose